# Union (Kentucky)
Union è una città degli Stati Uniti d'America, situata nello Stato del Kentucky, nella contea di Boone.